# Pokémon: Advanced Challenge
Pokémon: Advanced Challenge is het zevende seizoen van de animatieserie Pokémon. Dit seizoen wordt opgevolgd door Pokémon: Advanced Battle, en voorafgegaan door Pokémon: Advanced. De Amerikaanse productie lag in handen van 4Kids Entertainment.

## Uitzending
Dit seizoen werd oorspronkelijk uitgezonden in doordeweekse uitzending in het jaar 2005 op kinderzender Jetix, gevolgd door enkele herhalingen op dezelfde zender. Is in 2011 ook nog herhaald door Disney XD, het 24/7 digitale kanaal.

## Verhaallijn
Ash en zijn vrienden gaan verder met hun tocht door de Hoenn-regio, en komen een oude bekende tegen.

## Rolverdeling
| Hoofdrollen                           | Hoofdrollen            | Hoofdrollen        | Hoofdrollen        |
| Personage                             | Nederlandse versie     | Amerikaanse versie | Japanse versie     |
| ------------------------------------- | ---------------------- | ------------------ | ------------------ |
| Verteller                             | Jeroen Keers           | Mike Pollock       | Unshō Ishizuka     |
|                                       |                        |                    |                    |
| Ash Ketchum                           | Christa Lips           | Veronica Taylor    | Rica Matsumoto     |
| Brock                                 | Fred Meijer            | Eric Stuart        | Yuji Ueda          |
| May                                   | Nicoline van Doorn     | Veronica Taylor    | Midori Kawana      |
| Max                                   | Lot Lohr               | Amy Birnbaum       | Fushigi Yamada     |
| Pikachu                               | Ikue Ōtani             | Ikue Ōtani         | Ikue Ōtani         |
| Jessie                                | Hilde de Mildt         | Rachael Lillis     | Megumi Hayashibara |
| James                                 | Bram Bart              | Eric Stuart        | Miki Shinichirou   |
| Meowth                                | Jan Nonhof             | Maddie Blaustein   | Inuko Inuyama      |
|                                       |                        |                    |                    |
| Zuster Joy                            | Mandy Huydts           | Megan Hollingshead | Ayako Shiraishi    |
| Agent Jenny                           | Edna Kalb              | Lee Quick          | Chinami Nishimura  |
| Drew                                  | Huub Dikstaal          | Pete Zarustica     | Mitsuki Saiga      |
| Misty                                 | Marlies Somers         | Rachael Lillis     | Mayumi Iizuka      |
| Gary Oak                              | Bram Bart              | Jimmy Zoppi        | Yuko Kobayashi     |
| Delia Ketchum                         | Beatrijs Sluijter      | Veronica Taylor    | Masami Toyoshima   |
| Professor Oak                         | Jon van Eerd           | Stan Hart          | Unshô Ishizuka     |
| Stadionomroeper                       | Olaf Wijnants          | ???                | ???                |
| Dextette (PokéDex) -> vrouwelijke dex | Jon van Eerd           | Rachael Lillis     | Megumi Hayashibara |
| Tracey                                | Rolf Koster            | Ted Lewis          | Tomokazu Seki      |
|                                       |                        |                    |                    |
| overige                               | Lottie Hellingman e.a. |                    |                    |

## Muziek

### Titelsong
De titelsong This Dream is ingezongen door David Rolfe. Het liedje werd gecomponeerd door John Siegler en David Rolfe. Het liedje duurt vijf-en-veertig seconden in totaal. In de aftiteling staat er vermeld Muziek Nederlandse versie - Vertaling: Niki Romijn, Gezongen door: Herman van Doorn, terwijl de leader dit seizoen eigenlijk Engelstalig te horen was. Van Doorn en Romijn waren drie seizoenen geleden echter wel betrokken bij de productie. Het is onduidelijk of ook echt een Nederlandstalige versie geproduceerd is van This Dream.

### Cd
De titelsong This Dream is uitgebracht op de compilatie-cd Pokémon X: 10 Years Of Pokémon in de originele vijf-en-veertig seconden durende versie.

## Dvd-uitgave
Het zevende seizoen is tot op heden niet op dvd verschenen.

## Afleveringen
| Seizoen 7 Pokémon: Advanced Challenge | Seizoen 7 Pokémon: Advanced Challenge | Seizoen 7 Pokémon: Advanced Challenge | Seizoen 7 Pokémon: Advanced Challenge |
| Nr.                                   | Afleveringtitel                       | Nr.                                   | Afleveringtitel                       |
| ------------------------------------- | ------------------------------------- | ------------------------------------- | ------------------------------------- |
| 01                                    | Wat je zaait, zal je oogsten          | 27                                    | Hallo, Ludicolo!                      |
| 02                                    | Vluchtige liefde                      | 28                                    | Een dubbel dilemma                    |
| 03                                    | Het begon bij Bagon                   | 29                                    | Op z'n Petalburgs                     |
| 04                                    | De prinses en de Togepi               | 30                                    | Macht vraagt om kracht                |
| 05                                    | Een Togepi-luchtspiegeling            | 31                                    | Een halve dozijn venijn               |
| 06                                    | De kokendhete Camerupt                | 32                                    | Scheiden doet lijden                  |
| 07                                    | Hier is Skitty                        | 33                                    | Gedonder met Gras-Pokémon             |
| 08                                    | ZigZag Zangoose                       | 34                                    | Wel alle Pokéballs                    |
| 09                                    | Maximaal Max                          | 35                                    | Whiscash en Ash                       |
| 10                                    | Neppers en toppers                    | 36                                    | Het geheim van de Baltoy              |
| 11                                    | Kom op, May                           | 37                                    | De vriendelijke fan                   |
| 12                                    | Ontmoediging                          | 38                                    | Een leerzaam verlies                  |
| 13                                    | Winnen door bijstand                  | 39                                    | Wie de parels past...                 |
| 14                                    | Vecht voor de meteoriet               | 40                                    | Pico bello, Swellow                   |
| 15                                    | Poëziecommotie!                       | 41                                    | Spookt het, of Shuppet?               |
| 16                                    | Erop of eronder                       | 42                                    | Een Shroomish schermutseling          |
| 17                                    | Een spannende strijd om Spinda        | 43                                    | Mooi weer stelen                      |
| 18                                    | Op hete Torkoalen zitten              | 44                                    | Wie vliegt eruit?                     |
| 19                                    | Manectrische ontlading                | 45                                    | Hemelshoog gymgevecht                 |
| 20                                    | Kattige Delcatty                      | 46                                    | Licht, Camerupt, actie                |
| 21                                    | Het machtige masker                   | 47                                    | Zo gek als een Lunatone               |
| 22                                    | Een grimmige strijd                   | 48                                    | De hof van Eten                       |
| 23                                    | Bedank Lombre voor de regen           | 49                                    | De schrik van je leven                |
| 24                                    | Swablu taboe                          | 50                                    | Pokéblock en ander voer               |
| 25                                    | Gulzige Gulpin                        | 51                                    | Lessen in Lilycove                    |
| 26                                    | Exploud-explosie                      | 52                                    | Dag des oordeels                      |
| F7                                    | Doel Deoxys                           |                                       |                                       |

- s = speciale aflevering, f = film

## Trivia
- Dit is vooralsnog het laatste seizoen met een Nederlandstalige aftiteling, omwege een productie-studio-wisseling. Vanaf het elfde seizoen (2009 - Pokémon DP: Battle Dimension) is de Nederlandse aftiteling weer present hoewel in een andere stijl: met Engelstalige functiebeschrijvingen zoals 'starring' en 'dutch version of the songs performed by'. Ook is de geanimeerde schermopdeling verdwenen (met herkenbare beelden uit de leader) en het afsluitende herkenningslogo. Het verdwijnen van de herkenbare onderdelen en de overstap naar Engelstalige termen is hoogstwaarschijnlijk de reden dat de verscheidene aftitelingen niet meer worden uitgezonden op televisie. Wanneer seizoenen één tot en met zeven herhaald worden zijn de bijbehorende aftitelingen wel present, met herkenbare schermopdeling, logo en Nederlandstalige termen. Alleen het zevende seizoen kent een beperkt aantal afleveringen met een ook echt uitgezonden aftiteling.
- Na zeven jaar is dit het laatste seizoen in nasynchronisatie voor JPS Producties. Fred Butter Soundstudio neemt het stokje over.
  - Het grootste gedeelte van de Nederlandse cast bleef ondanks deze overgang intact. Jan Nonhof verliet echter wel zijn rol in de serie als Meowth omdat hij niet bij een concurrerende studio wilde werken.[1]